# Vireó botxí de coroneta grisa
El vireó botxí de coroneta grisa (Vireolanius leucotis) és un ocell de la família dels vireònids (Vireonidae).

## Hàbitat i distribució
Habita la selva pluvial i vegetació secundària als turons i muntanyes des de l'oest i sud de Colòmbia i sud de Veneçuela i la Guaiana, cap al sud, per l'oest dels Andes, fins l'oest de l'Equador i per l'est dels Andes a través de l'est de l'Equador i est del Perú fins al nord i l'est de Bolívia i Brasil amazònic.

## Taxonomia
La població al vessant occidental dels Andes és considerada dins algunes classificacions una espècie diferent:
- Vireolanius mikettae - vireó botxí camaclar[3]